# Cordialmente Teus
Cordialmente Teus é um filme brasileiro escrito e dirigido por Aimar Labaki, lançado em 22 de setembro de 2022.

## Enredo
Trata-se de abordagem de dez histórias de diferentes períodos da história do Brasil do passado, presente e de um futuro distante, o que inclui os anos de 1550, 1618, 1891, 1972, 1999, 2012 e 2083.

## Elenco[1]
- Liz Reis ...Antônia
- Marcos Breda ...Marco
- Miriam Mehler ...Guiomar
- Vinicius Albano de Sousa...Manfredo
- Thaia Perez ...Georgina
- Diego Avelino ...Quincas
- Anderson Kari Baia ... Tibiquera
- Daniel Breda...Ciro
- Débora Duboc ...Andreia
- Taty Godoi ...Fernanda
- Edgar Castro ...Turco
- Mariana Dias ...Marina
- Luah Guimarães...Antônia
- Igor Kovalewski ...Fernão
- Marina Mathey ...Pochete
- Natalia Molina ...Susana
- Ana Negraes ...Ana
- Eduardo Parisi ...Juvenal
- Aury Porto ...Julião
- Eduardo Silva ...Sebas
- Clovys Torres ...Adolpho
- Mawusi Tulani ...Mawusi
- Maurício Xavier ...Mandinga
- Agnes Zuliani ...Marlene

## Recepção
Escrevendo para a Folha de S. Paulo, Naief Haddad deu quatro de cinco estrelas para o filme e disse que "sem ter tom panfletário, filme de Aimar Labaki usa sutilezas para nos ajudar a entender como país chegou ao bolsonarismo".